# Interpellation
Interpellation är en fråga i riksdagen (eller annan folkvald församling) från en enskild ledamot till statsråden. Till skillnad från en vanlig fråga får andra ledamöter delta i debatten.
Interpellationen är en fråga som kräver ett utförligare svar. Just därför får statsrådet två veckor på sig att besvara frågan, ofta igenom tillsatta expertkommittéer. 
I kommunfullmäktige finns motsvarande begrepp, då ställs frågan av ledamot till en förtroendevald med direkt politiskt ansvar för ett visst område. Det kan vara ordföranden i en nämnd eller en fullmäktigeberedning eller de förtroendevalda i övrigt som fullmäktige bestämmer. I Stockholms stad får fullmäktige bestämma att interpellationer bara får ställas till borgarråden.
Fullmäktiges regler för interpellationer skall finnas i arbetsordningen.
Exempel på en interpellation:
"Enligt TT kommer Kaplan att ställa en interpellation till justitieminister Beatrice Ask (M) med anledning av filmen från Rosengårdskravallerna. Orsaken är en misstanke om att den demokratiska värdegrund som polisen officiellt ställer sig bakom inte i alla lägen har stöd av enskilda polismän."